# Julius Arnold
Julius Arnold (19. kolovoza, 1835. – 3. veljače, 1915.) bio je njemački patolog rođen u Zurichu. Bio je sin anatoma Friedrich Arnold (1803–1890).
Studirao je medicinu na Sveučilištima u Heidelbergu, Pragu, Beču i Berlinu, gdje je bio učenik Rudolf Virchowa (1821–1902). Godine 1859. postao je doktor medicine, a 1866. profesor patološke anatomije i ravnatelj instituta za patologiju u Heidelbergu. Arnold je autor 120 članaka u područjima histologije i patološke anatomije.
Njegovo ime je povezano s poremećajem mozga, koji se naziva Arnold-Chiarijeva malformacija, u čast njega i austrijskog patologa Hans Chiaria.